# Leonhard von Renthe-Fink
Leonhard-Anton von Renthe-Fink (* 21. März 1907 in Berlin; † 31. März 1993 in Leverkusen) war ein deutscher Heerespsychologe.

## Leben
Leonhard von Renthe-Fink war der Sohn des Oberstleutnants a. D. Wilhelm von Renthe-Fink und dessen Ehefrau Elisabeth (geb. von Krosigk). 1926 legte er sein Abitur am Realgymnasium Darmstadt ab. Im Anschluss studierte er von 1926 bis 1933 Psychologie und Philosophie in Tübingen, Heidelberg und Bonn. Im Jahr 1932 führte er gemeinsam mit einem weiteren Kommilitonen und dem niederländischen Professor Rommert Casimir eine Reise zu den Begründern der Individualpsychologie durch, die nach Wien, Berlin, Budapest und Gießen führte. Im Dezember 1933 promovierte er mit einer Schrift über die Untersuchungen über  die geistesgeschichtlich-anthropologischen Ursprünge des Realitäts-Problems in Bonn bei Erich Rothacker. In der Arbeit geht er der Frage nach, ob und inwiefern Struktur und Erkennbarkeit der Realität philosophisch ableitbar sind. Zu diesem Zweck zeichnet er das Realitätsproblem seit Augustinus bis hin zum britischen Empirismus nach. Bei Rothacker, den er selbst als seinen akademischen Lehrer ansah, war er anschließend als wissenschaftliche Hilfskraft am Philosophischen Seminar A in Bonn tätig. Statt zu einer Habilitation und dem Einschlagen einer akademischen Karriere riet ihm Rothacker dazu, Wehrmachtspsychologe zu werden. Dies geschah auch deswegen, da Teile der Studentenschaft die Entfernung von Renthe-Finks gefordert haben, da er zuvor an Alfred Kantorowicz sozialistischer Arbeitsgemeinschaft teilgenommen hatte.
Ab dem Jahr 1935 war von Renthe-Fink als Heerespsychologe in der Prüfstelle VIII der Wehrmacht in Breslau eingesetzt, von 1940 an bis 1943 war er für die Abteilung Handlungs- und Verhaltensforschung in der in Berlin ansässigen Inspektion für Eignungsuntersuchungen (später: des Personalprüfwesens) verantwortlich. Zu dieser Zeit befasste er sich auch mit Graphologie. Nach Auflösung der Heerespsychologie Ende März 1943 versah von Renthe-Fink Kriegsdienst bis 1945, nachdem er schon 1942 kurzzeitig am Russlandfeldzug teilgenommen hat. Nach Kriegsende war von Renthe-Fink bis 1950 freiberuflich als Psychologe und Schriftgutachter tätig. Ab 1950 arbeitete er als Psychologe beim Bundesgrenzschutz. Aus dieser Zeit liegt eine undatierte Darstellung der „Aufgaben und Probleme der psychologischen Personalauslese im Bundesgrenzschutz“ vor. Ab 1958 bis zum Eintritt in den Ruhestand versah er das Amt eines Regierungsdirektors im Psychologischen Dienst der Bundeswehr.
Von Renthe-Fink war vielfältig interessiert und verfasste sowohl belletristische als auch geisteswissenschaftliche Werke. Zu seinen meistzitierten Werken gehört das in zwei Auflagen erschienene Buch über den Begriff der Geschichtlichkeit, das er 1960 im Rahmen eines Preisausschreibens der Göttinger Akademie der Wissenschaften verfasste und Erich Rothacker widmete. Sein Nachlass wird im an der Fernuniversität in Hagen ansässigen Psychologiegeschichtlichen Forschungsarchiv aufbewahrt. Dieser umfasst überwiegend aus der Nachkriegszeit stammende Manuskripte, wissenschaftliche Arbeiten, journalistische Publikationen sowie einige familiengeschichtliche Dokumente.

## Schriften (Auswahl)
- mit Rommert Casimir, Robert Schneider: Bericht einer pädagogisch-psychologischen Studienreise nach Wien, Berlin und Gießen 25. Februar bis 9. März 1932, Bonn 1932.
- Untersuchungen über die geistesgeschichtlich-anthropologischen Ursprünge des Realitäts-Problems (= zugl. Diss. Bonn), Wittich, Darmstadt 1933.
- Magisches und naturwissenschaftliches Denken in der Renaissance, Wittich, Darmstadt 1933.
- Geschichtlichkeit. Ihr terminologischer und begrifflicher Ursprung bei Hegel, Haym, Dilthey und Yorck, (=Abhandlungen der Akademie der Wissenschaften in Göttingen. Philologisch-Historische Klasse, Dritte Folge, Nr. 59), 2., durchgesehene Aufl., Vandenhoeck & Ruprecht, Göttingen 1968.
- „Noch einmal: Zur Herkunft des Wortes „Geschichtlichkeit““, in: Archiv für Begriffsgeschichte 15 (1971), S. 306–312.
- „Bewußtsein, geschichtliches bzw. historisches“, in: Historisches Wörterbuch der Philosophie.
- „Von der Heerespsychotechnik zur Wehrmachtspsychologie.“ In: Deutsche Wehrmachtspsychologie 1914–1945, Verlag für Wehrwissenschaften, München 1986, ISBN 978-3-8219-0019-3, S. 3–182.